# La Malédiction de l'escargot
La Malédiction de l'escargot est un roman de Philippe Caroit paru en 2020 aux éditions Anne Carrière,,.C'est le premier roman de l'auteur, qui est un acteur et peintre français renommé,.

## Résumé
« Hugo Talmont, comédien populaire, vient de se faire larguer par Olivia, à qui il refuse de faire l’enfant dont elle rêve. Chantre de la décroissance, il refuse de participer à l’explosion démographique qui provoque l’asphyxie de notre planète. L’autre raison est qu’il n’a pas guéri ses blessures d’enfant abandonné par son père, lequel finit ses jours dans un Ehpad, en région parisienne. Hugo ne se sent bien que sur scène ou quand il fait son jogging.
Un soir, une adolescente gothico-punk, Candice, vient le voir au théâtre, prétendant être sa fille. Ce qu’elle lui prouvera. Le problème est qu’Hugo n’a jamais vu sa mère, n’a jamais eu la moindre relation avec elle. Et pourtant il est bien le père de cette étrange gamine qui va peu à peu s’immiscer dans sa vie et y semer la zizanie. Jusqu’à ce qu’ils élucident ce mystère, et bien au-delà, jusqu’aux rives du Tage. »

## Thèmes
Paternité et identité : La découverte par Hugo qu'il est le père d'une adolescente, Candice, soulève des questions sur son identité et ses choix de vie, remettant en question ses convictions sur la parentalité.
Antinatalisme et écologie : Hugo exprime des préoccupations écologiques qui influencent son refus d'avoir des enfants.

## Personnages Principaux
Hugo Talmont: un comédien populaire qui vient de se faire quitter par sa compagne, Olivia. Il est marqué par son passé d'enfant abandonné et refuse d'avoir des enfants, adoptant un point de vue antinataliste en raison de ses convictions écologiques. Sa vie prend un tournant lorsqu'il découvre qu'il est le père d'une adolescente, Candice, dont il n'avait jamais entendu parler auparavant.
Candice: l'adolescente qui se présente comme la fille d'Hugo. Elle lui apporte des preuves ADN, bouleversant ainsi son existence. Son caractère captivant et sa volonté de nouer une relation avec Hugo introduisent une complexité supplémentaire à l'intrigue.
Olivia: l'ex-compagne d'Hugo, qui l'a quitté en raison de ses convictions écologiques et de son refus d'avoir des enfants.

## Éditions
La version de poche du livre a été publiée par Bonneton en juin 2023.